# Erwin Steigerwald
Erwin Steigerwald (* 27. August 1902 in Würzburg; † 10. April 1962 in Geretsried-Wolfratshausen) war ein deutscher Agrarwissenschaftler für Gemüse-, Heilpflanzen- und Gewürzpflanzenanbau. 

## Leben
Steigerwald studierte seit 1921 Landwirtschaft an der Technischen Hochschule München und promovierte dort 1926 mit der Dissertation Untersuchungen über die Einwirkung von Chlor und von Magnesium auf das Wachstum und auf die Eigenschaften der Leinpflanze (Linum usitatissimum L). Nach mehrjähriger Tätigkeit an verschiedenen Landwirtschaftsämtern war er von 1934 bis 1945 Referent für Sonderkulturen im Reichsnährstand. Nach dem Ende des Zweiten Weltkrieges übernahm er die Geschäftsführung des von ihm mitbegründeten Landesverbandes für Heilpflanzenbeschaffung in Bayern. Seit 1948 leitete er die Abteilung „Gemüsebau und Heilpflanzen“ der Bayerischen Landesanstalt für Pflanzenbau und Pflanzenschutz in Weihenstephan.
Neben dem Gemüsebau war der Heil- und Gewürzpflanzenanbau sein bevorzugtes Tätigkeitsfeld. Durch umfangreiche vergleichende Düngungsversuche, vor allem im Erdinger Moos, gelang es ihm, die Qualität der Pfefferminze nachhaltig zu verbessern. Seine Publikationsliste umfasst über 120 praxisorientierte Zeitschriftenaufsätze und zwei Bücher.

## Schriften
- Heil-, Duft- und Gewürzpflanzenanbau (mit Heinrich Bornträger). München und Darmstadt 1949.
- Heil- und Gewürzpflanzen im Hausgarten. Obst- und Gartenbau-Verlag München 1957.